# Palais und Barocksaal (Rostock)

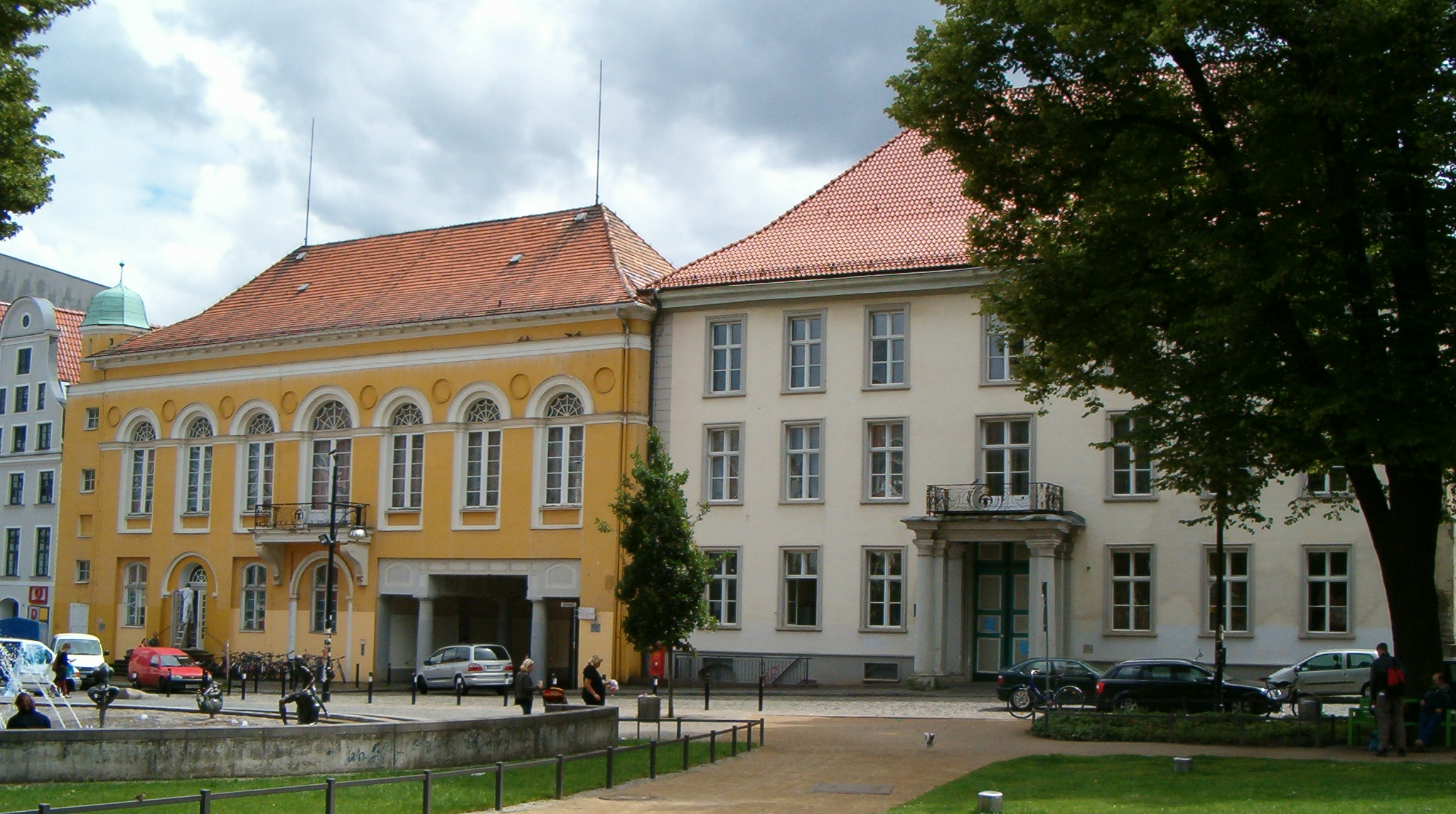
Der Barocksaal und das Palais in Rostock (2007)

Das Palais und der Barocksaal bilden ein Gebäudeensemble am Universitätsplatz in Rostock. Das herzogliche Palais wurde im 18. Jahrhundert als Residenz für den amtierenden mecklenburgischen Herzog errichtet. Der Barocksaal ist eine später angefügte Ergänzung.

## Palais

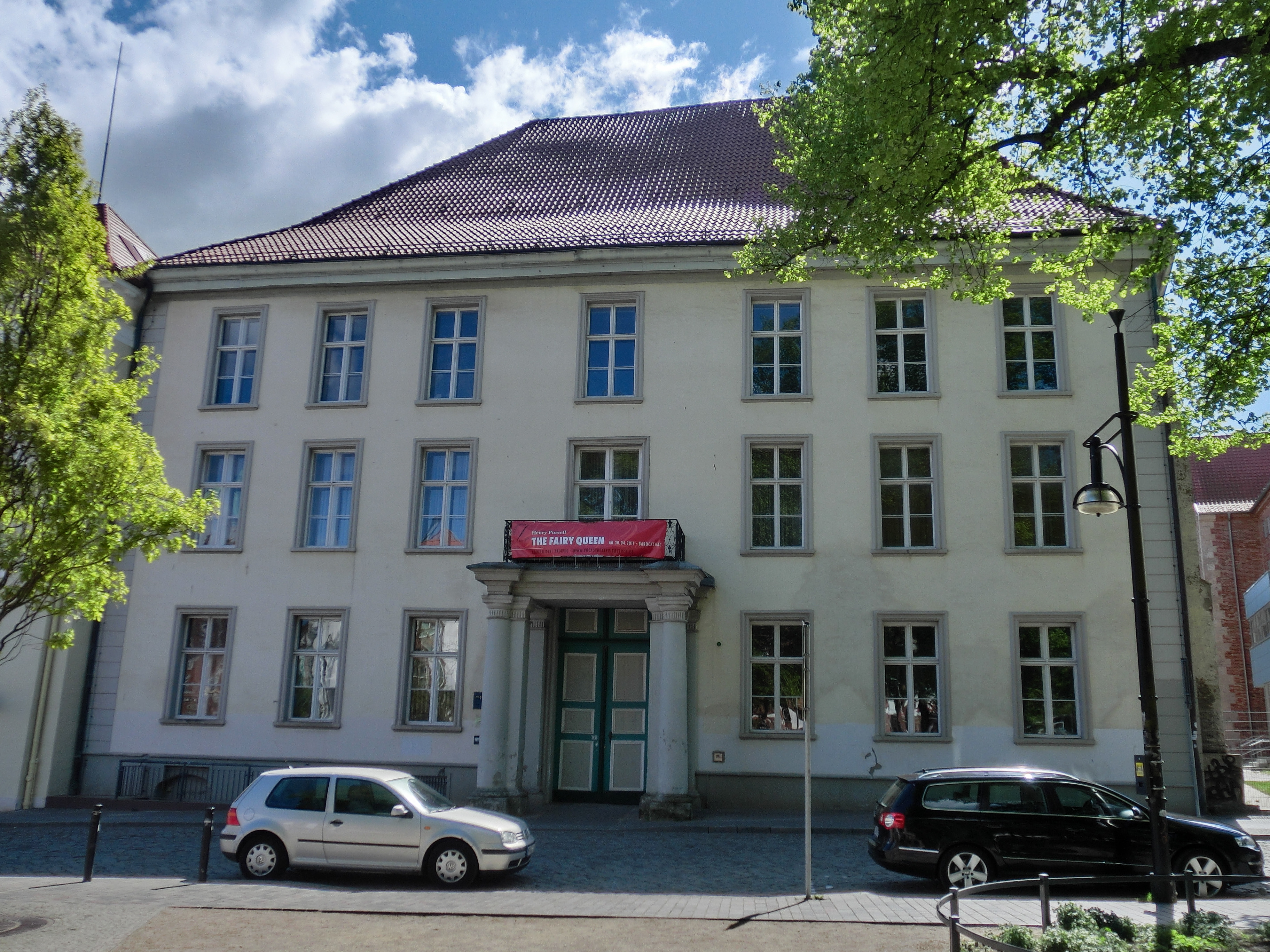
Das ehemalige herzogliche Palais am Universitätsplatz Rostock (2011)

Herzog von Mecklenburg Carl Leopold benötigte eine Residenz für seine Aufenthalte in Rostock. In seinem Auftrag errichtete Leonhard Christoph Sturm unter Verwendung älterer Baukörper 1714 das barocke herzogliche Palais als schlichtes dreigeschossiges Gebäude. Im Erd- und Obergeschoss sind Stuckdecken erhalten, die teilweise aus dem Vorgängerbau und aus dem Baujahr 1714 stammen.
Nach dendrochronologischer Datierung wurde das Palais mit dem anschließenden Saalgebäude in den Jahren 1832–34 durch Carl Theodor Severin klassizistisch überformt. Das Palais wird derzeit von der Universität genutzt. Im tonnengewölbten Keller, der vom Vorgängerbau übernommen wurde, befindet sich der Club Studentenkeller Rostock.
Für das Jahr 2018 ist die Restaurierung des Grünen Saals von 1620 vorgesehen, der offensichtlich zu einem älteren Seitenflügel des Palais an der Schwaanschen Straße gehört. Dabei soll unter anderem der rautenförmig gemusterte Parkettboden freigelegt und die originale Raumfarbigkeit annähernd wiederhergestellt werden.

## Barocksaal

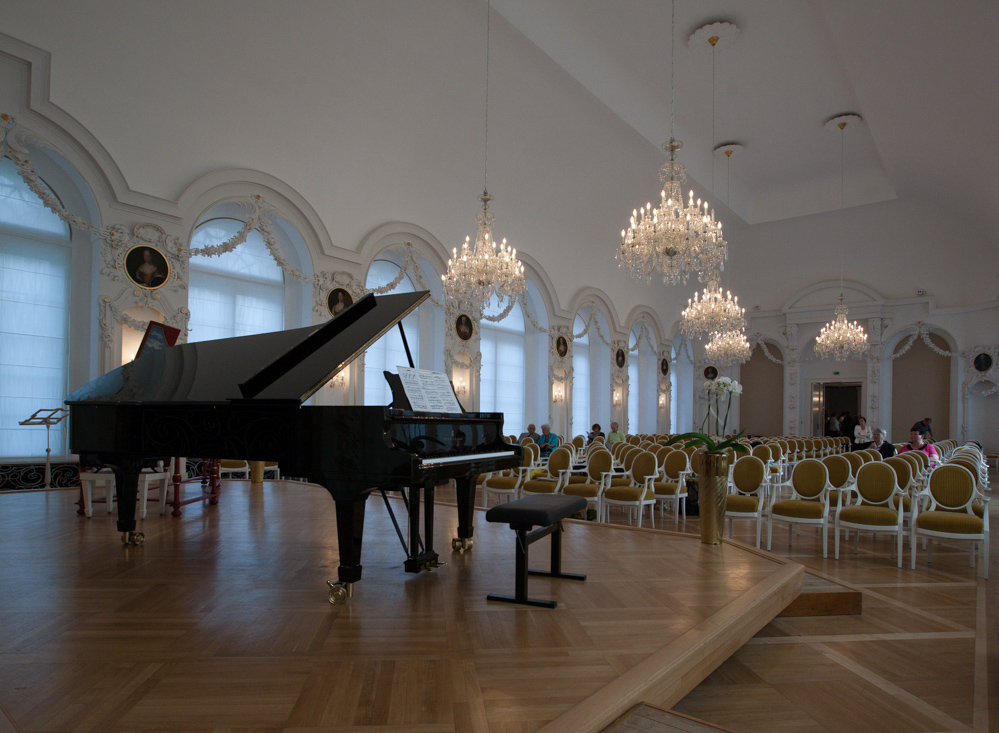
Innenansicht des Barocksaals (2013)

An das Palais schließt sich das herzogliche Hoftheater an, das heute allgemein als Barocksaal bekannt ist. Auf Wunsch von Herzog Christian Ludwig wurde der zweigeschossige, siebenachsige Theaterbau 1747–1751 von seinem Hofbaumeister Jean Laurent Legeay errichtet. Der im Obergeschoss gelegene Saal ist mit einem hölzernen Spiegelgewölbe ausgestattet, die Wandgliederung wird durch Fensternischen mit teils frei hängenden, geschnitzten Feston-Girlanden bestimmt. Zwischen den Fenstern befinden sich Medaillons von Mitgliedern des mecklenburgischen Herzoghauses. Ein besonderes Merkmal im Obergeschoss ist das Balkongitter mit dem mecklenburgischen Stierkopf. Die Durchfahrt für die Schwaansche Straße unter dem Saal wurde erst um 1900 angelegt.
Der Barocksaal wurde im Zweiten Weltkrieg schwer beschädigt, zwischen 1963 und 1968 aufwändig restauriert und von 2007 bis 2010 auf den neuesten technischen Stand gebracht. Im Erdgeschoss des Gebäudes ist derzeit die Touristeninformation Rostock untergebracht. Der Saal wird von der Hansestadt Rostock für Konzerte, Empfänge und Inszenierungen des Theaters, aber auch für Lesungen, Feierlichkeiten und Tagungen vermietet.